# Unzela pronoe
Unzela pronoe is een vlinder uit de familie van de pijlstaarten (Sphingidae). De wetenschappelijke naam van de soort werd in 1894 gepubliceerd door Herbert Druce.